# Samarinda
Samarinda este un oraș din Indonezia.